# 関駅 (三重県)
関駅（せきえき）は、三重県亀山市関町新所にある、西日本旅客鉄道（JR西日本）関西本線の駅である。
近畿統括本部管区の自社管理駅は当駅が最東端となる（東隣の亀山駅は管理境界を接するJR東海の管理駅）。

## 歴史
- 1890年（明治23年）12月25日：関西鉄道四日市駅 - 柘植駅間開業に伴い、一般駅として開業する[3]。
- 1907年（明治40年）10月1日：関西鉄道が国有化される[3]。
- 1909年（明治42年）10月12日：線路名称制定により、関西本線の所属となる[6]。
- 1972年（昭和47年）4月1日：貨物営業を廃止され旅客駅となる[3]。
- 1983年（昭和58年）4月1日：駅員無配置駅となる[7]。
- 1987年（昭和62年）4月1日：国鉄分割民営化に伴い、西日本旅客鉄道（JR西日本）の駅となる[3]。
- 2021年（令和3年）
  - 3月13日：ICカード「ICOCA」の利用が可能となる[8]。
  - 7月1日：亀山鉄道部を廃止。乗務員区所はかめやま運転区に、車両基地は吹田総合車両所京都支所亀山派出所に、輸送指令は亀山指令所にそれぞれ改組。

## 駅構造

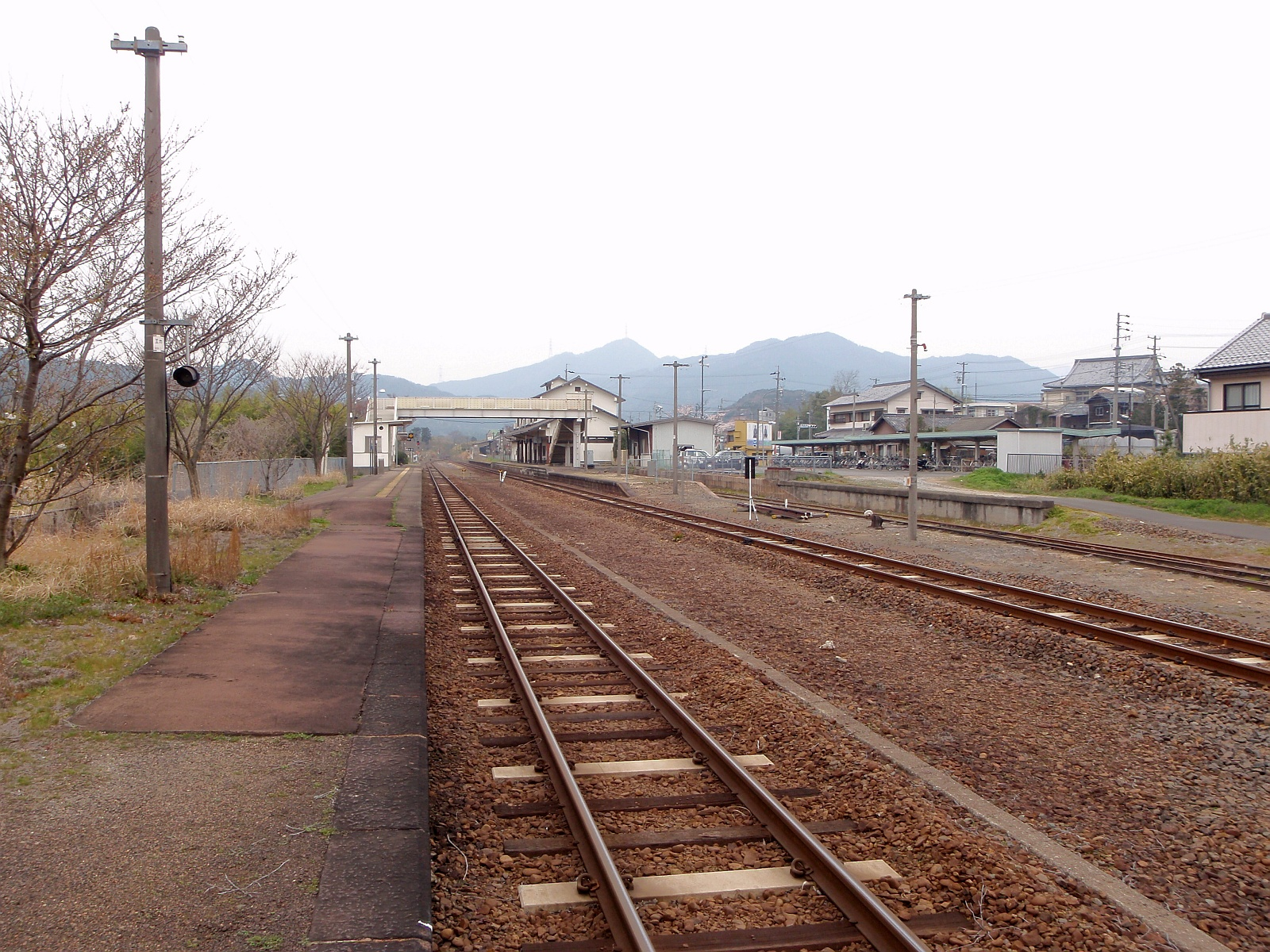
構内（右端の線路は旧貨物側線（※保線車の引き込み線に転用））

相対式ホーム2面2線を有し、列車交換が可能な地上駅。線路配置上では上り線側が直線となっているが、場内・出発の各信号機とも一方向のみの設置のため、逆線入線はできない。駅舎側から加茂方面行ホーム側へは屋根のない跨線橋で連絡している。
駅舎は「関宿ふるさと会館」との併設となっている。中には亀山市観光協会の事務所があり、かつては簡易委託で出札窓口の業務も受託していた。なお、自動券売機は設置されていない。

## のりば
| ホーム | 路線     | 方向 | 行先           |
| ------ | -------- | ---- | -------------- |
| 駅舎側 | 関西本線 | 上り | 亀山方面       |
| 反対側 | 関西本線 | 下り | 柘植・加茂方面 |

※ 案内上ののりば番号は割り当てられていない。

## 利用状況
JR西日本の移動等円滑化取組報告書によれば、2023年度の1日当たりの利用者数は418人。「三重県統計書」によると、1日の平均乗車人員は以下の通りである。
| 年度   | 一日平均 乗車人員 |
| ------ | ----------------- |
| 1997年 | 513               |
| 1998年 | 508               |
| 1999年 | 501               |
| 2000年 | 509               |
| 2001年 | 490               |
| 2002年 | 443               |
| 2003年 | 418               |
| 2004年 | 382               |
| 2005年 | 383               |
| 2006年 | 397               |
| 2007年 | 373               |
| 2008年 | 364               |
| 2009年 | 319               |
| 2010年 | 304               |
| 2011年 | 292               |
| 2012年 | 298               |
| 2013年 | 313               |
| 2014年 | 299               |
| 2015年 | 283               |
| 2016年 | 284               |
| 2017年 | 284               |
| 2018年 | 246               |
| 2019年 | 243               |

## 駅周辺

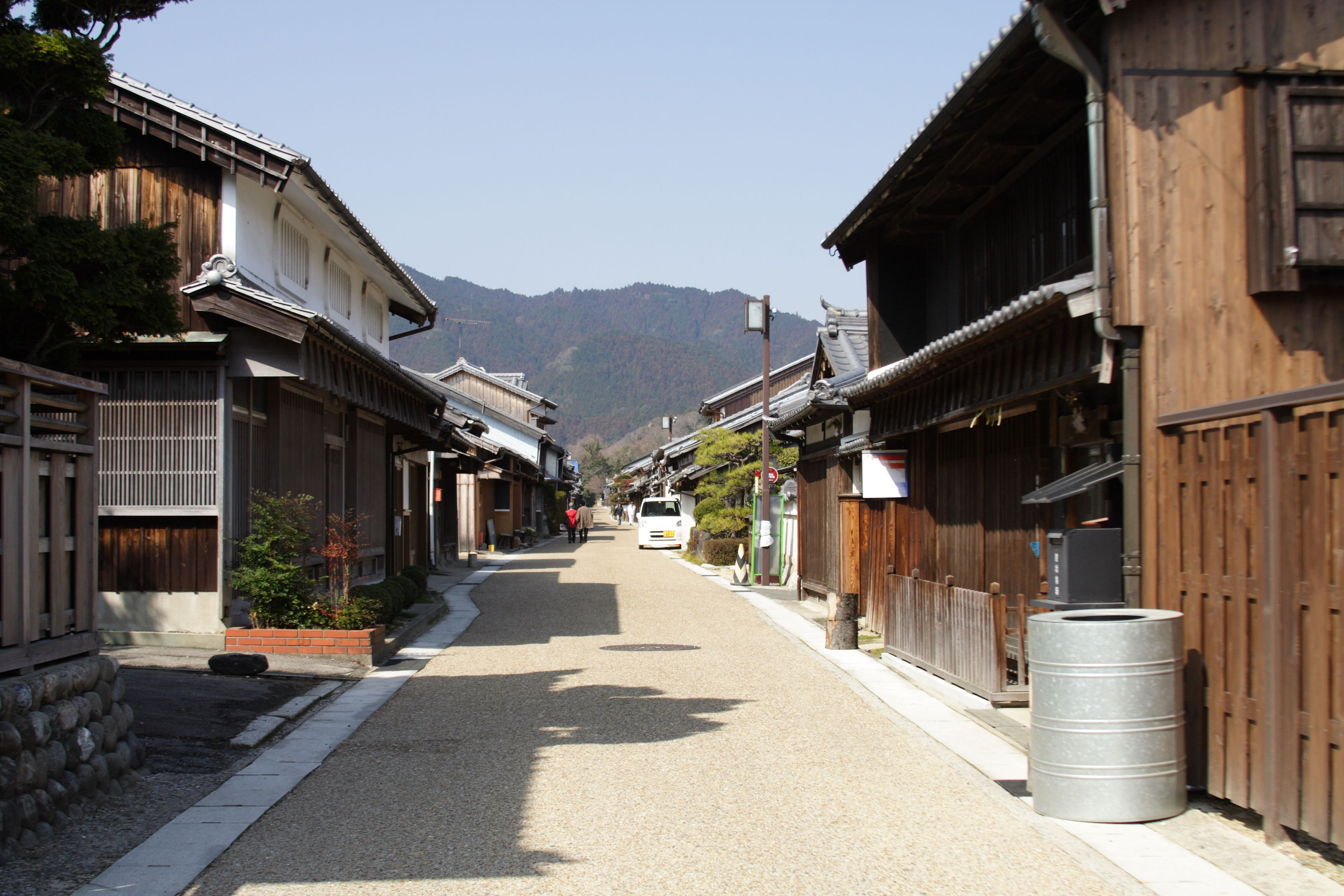
関宿の町並み（2006年3月）

旧・関町の中心駅である。駅北側を国道と並行し、そこから北へ進むと旧東海道の関宿や小野川に至る。駅南側には田畑が大きく広がっているが、それを抜けると鈴鹿川を経て名阪国道（関IC、名阪関ドライブイン）に至る。なお、名阪国道は駅からやや離れた所を通っている。
- 亀山市関宿伝統的建造物群保存地区 - 重要伝統的建造物群保存地区
- 関郵便局
- 百五銀行関支店[5]

上記の両施設とも、外観は町並みと景観に配慮した意匠となっている。また、前者には宿場町の時代性にちなんだ規格外の郵便ポストが、後者には「現金自動取扱所」と呼称するATMコーナーがそれぞれ設置されている。
- 道の駅関宿（駅に隣接）
- 亀山市役所関支所
- 亀山警察署関交番
- 亀山消防署関分署
- 国道1号
- 国道25号（途中国道1号と重複）
- 三重県道10号津関線
- 三重県道11号四日市関線
- 鈴鹿川
- 小野川

## バス路線
駅前交差点の脇（駅前駐車場内）に「関駅前」停留所があり、亀山市コミュニティバスの路線が発着する。
亀山市コミュニティバス
- 西部ルート
  - 関支所前（午前1便のみ）、伊勢坂下 / 総合保健福祉センター前

※ 日曜・祝日と正月三が日は全便運休。

## タクシー
- 2024年の前半までは駅前にいたが、今はいない。
- 呼ぶには、電話ボックスの外や中に亀山交通タクシー配車センターまで、電話する必要がある。

## 隣の駅
西日本旅客鉄道（JR西日本）
 関西本線
亀山駅 - 関駅 - 加太駅